# Der brennende Acker
Der brennende Acker ist ein deutsches Filmdrama von Friedrich Wilhelm Murnau aus dem Jahre 1922. Der viragierte Stummfilm ist in sechs Akte aufgeteilt.

## Handlung
Als der alte Bauer Rog stirbt, schafft es sein Sohn Johannes, aus der Stadt kommend, nicht mehr rechtzeitig zum Sterbebett. Nach Rogs Tod übernimmt sein anderer Sohn Peter den Hof, Johannes, der sich für die Arbeit auf dem Lande nicht geeignet hält, wird Sekretär beim Grafen Rudenburg. Johannes interessiert sich für dessen Tochter Gerda, die ihm die Stelle vermittelt hatte, doch als er Kenntnis davon erlangt, dass unter dem „Teufelsacker“ – einem unfruchtbaren Stück Land, das Rudenburg seiner zweiten Frau Helga testamentarisch vermacht hat, eine Petroleumquelle vermutet wird, wendet er sich dieser zu. Gerda heiratet aus Verzweiflung ihren ungeliebten Verehrer Lellewel, Johannes wird nach dem Tod des Grafen mit Helga vermählt.
Johannes wird auf dem Acker fündig – er ist Millionen wert – und bemüht sich in der Stadt um Kredite für die Ausbeutung der Petroleumquelle. Helga will währenddessen den öden Acker verkaufen, da dieser Johannes’ ganze Aufmerksamkeit in Anspruch nimmt. Ihr zuliebe übernimmt ihr Schwager Peter den Boden für 12.000 Mark; gleichzeitig ist auch Johannes mit seinem Kreditvertrag erfolgreich. Als Johannes von dem Verkauf erfährt, ist er außer sich und bekennt gegenüber Helga, sie nie geliebt, sondern nur wegen des Ackers geheiratet zu haben. Helga kann Peter zum Rücktritt vom Vertrag bewegen und geht über den verschneiten Acker, wo sie sich in einem nahen Bach ertränkt. Die Tote wird von einem Kutscher gefunden und ins Dorf gebracht.
Probebohrungen haben auf dem Acker begonnen, ohne dass Johannes daran besonderen Anteil nimmt. Gerda versucht, ihn für sich zurückzugewinnen, doch auch sie war für ihn nur wegen seiner Karriere interessant. Sie setzt daraufhin einen Bohrturm in Brand und kommt zu Tode.
Auch das Bauernmädchen Maria hat Johannes immer geliebt. Sie nahm eine Stelle als Magd bei Peter auf dem Roghof an, um Johannes’ Geburtsort nahe zu sein – sie wurde von Johannes ebenfalls abgewiesen, als dieser sich noch für etwas Besseres als die Bauern hielt. Johannes geht zu seinem Bruder in das väterliche Haus, wo Maria, der Peter vergebens einen Heiratsantrag gemacht hatte, ihre Liebe zu ihm bekennt. Er wehrt ihr und Peters Entgegenkommen mit den Worten „Ich bin es nicht wert“ ab, bleibt aber schließlich in seinem alten Zimmer, das von Maria täglich liebevoll hergerichtet worden war.

## Produktionsnotizen
Produzent Sascha Goron (1891–1981) stellte das Bauerndrama als Koproduktion mit der Deulig her. Der Film passierte die Reichsfilmzensur am 25. Februar 1922 in der Länge von 2651 Metern. Die Uraufführung von Der brennende Acker, für die der Grafiker Josef Fenneker eigens ein Plakat gestaltet hatte, fand am 9. März im Marmorhaus statt.
Die Bauten des Films stammten von Rochus Gliese.
Der Film galt als verschollen, bis 1978 in der Sammlung eines italienischen Pfarrers eine fast vollständige Kopie gefunden wurde. Der Pfarrer hatte in psychiatrischen Kliniken regelmäßig alte Filme vorgeführt.
Die Zensurkarte mit den Zwischentiteln ist in der Sammlung von Herbert Birett erhalten geblieben.